# Escudo de la República Socialista de Serbia
El Emblema de la República Socialista de Serbia fue adoptado el 17 de enero de  1947 por el gobierno de la República Socialista de Serbia. Está basado en el emblema nacional de la RFS de Yugoslavia.

## Descripción
El escudo está compuesto por un escudo que contiene a la Cruz de Serbia (aunque sin la cruz central). Debajo, se encuentra un sol naciente, sobre el cual hay un engranaje (que representa a los trabajadores) que es abrazado por un haz de trigo a la izquierda (que representa la agricultura) y uno de ramas de roble a la derecha (el cual es un árbol sagrado del pueblo serbio) rodeados por una cinta roja con la inscripción «1804-1941» (las cuales fueron las fechas de la Primera insurrección serbia contra los otomanos y del levantamiento serbio contra las potencias del Eje en la Segunda Guerra Mundial). Encima del conjunto hay una estrella roja de cinco puntas con borde dorado (símbolo del socialismo).

## Historia
El emblema de la República Socialista de Serbia se adoptó al mismo tiempo que la bandera, el 17 de enero de 1947, como escudo de armas del Estado de la República Popular de Serbia. Fue diseñado por Đorđe Andrejević-Kun .
Andrejević-Kun utilizó el tradicional escudo de armas de Serbia con cuatro firesteels (pero sin la cruz). La cruz que siempre ha estado incluida en el escudo de armas fue retirada por motivos ideológicos del ateísmo socialista . Se colocó sobre un sol naciente con una rueda dentada que simboliza a los trabajadores y se rodeó con una corona dorada de hojas de trigo y roble , siendo el roble un árbol serbio sagrado. Una cinta roja con las fechas 1804 y 1941 que se refieren a las fechas del primer levantamiento serbio contra los otomanos y el levantamiento nacional contra las potencias del Eje en la Segunda Guerra Mundial.
El escudo de armas socialista se mantuvo en uso oficial mucho después de la disolución de la Yugoslavia socialista y después de que la estrella roja fuera quitada de la bandera en 1992 . El 17 de agosto de 2004, la Asamblea Nacional recomendó el uso de los antiguos símbolos del Reino de Serbia. La recomendación fue promulgada el 11 de mayo de 2009, reemplazando oficialmente el escudo heráldico socialista .